# 아우라 가리도
아우라 가리도(Aura Garrido, 1989년 5월 29일 ~ )는 스페인의 배우이다.

## 출연 작품
- 콜드 스킨 - 아네리스 역
- 미스트 앤드 더 메이든
- 더 워닝